# Țăndărei
Țăndărei (pronunciat en romanès: [t͡səndəˈrej]) és una ciutat del comtat de Ialomița, Muntènia, Romania, amb una població de 13.219 habitants al 2011.
La ciutat es troba a la plana de Bărăgan, a la riba esquerra del riu Ialomița. Va ser declarada ciutat el 1968. La travessa la carretera nacional DN2A, que connecta Slobozia amb Constanța.

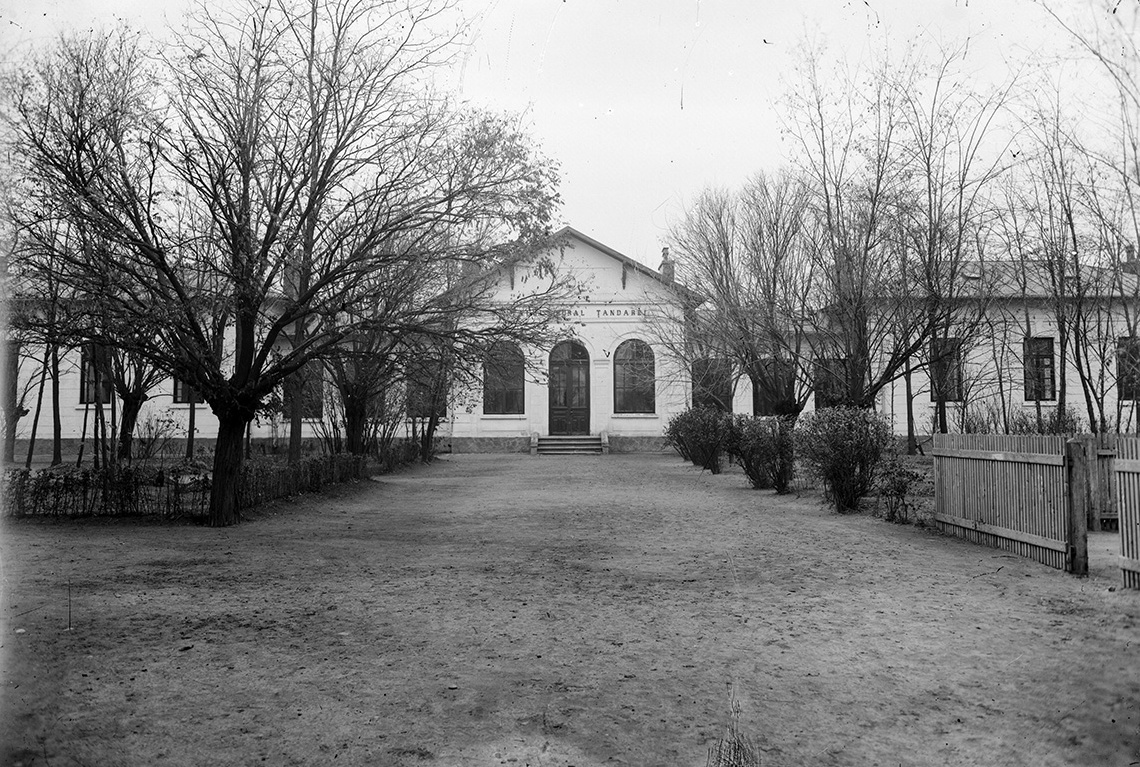
Hospital Rural Țăndărei als anys 1930

Țăndărei és conegut per alguns com el "Beverley Hills per a gàngsters romanesos".